# Non molto lontano da qui
Non molto lontano da qui è un brano musicale di Carmen Consoli, primo singolo estratto dall'album Elettra, pubblicato nel 2009.

## Descrizione
Non molto lontano da qui è stata scritta dalla stessa Carmen Consoli, ed è stata resa disponibile per il download digitale e per l'airplay radiofonico, a partire dal 9 ottobre 2009. Il brano è una ballata pop il cui testo pone l'attenzione su come la gente voglia sempre apparire, in ogni situazione dimenticando "il peso della posta in gioco" e, più in generale, ogni pudore.

## Video musicale
Il videoclip, ambientato in un bordello parigino (ricreato a Palazzo Biscari a Catania) degli anni cinquanta, vede Carmen Consoli nei panni di una prostituta, e viene distribuito verso i primi di novembre. Al video partecipano anche le attrici Alessia Barela, Francesca Figus, Lydia Giordano e Mariella Lo Giudice, e vede i costumi realizzati dalla stilista Marella Ferrera e la regia curata da Francesco Fei.

## Classifiche
| Classifica (2009) | Posizione massima |
| ----------------- | ----------------- |
| Italia            | 29                |